# Forsstroemia lasioides
Forsstroemia lasioides là một loài Rêu trong họ Leucodontaceae. Loài này được (Müll. Hal.) Nog. mô tả khoa học đầu tiên năm 1969.